# خاویر اوچوا
خاویر اوچوا (اسپانیایی: Javier Otxoa‎؛ زادهٔ ۳۰ اوت ۱۹۷۴) دوچرخه‌سوار اهل اسپانیا است.
از باشگاه‌هایی که در آن رکاب زده‌است می‌توان به تیم اونسه و تیم دوچرخه‌سواری کلمه اشاره کرد.